# Ferdinand Pujman
Ferdinand Pujman (25. května 1889, Nížkov – 17. prosince 1961, Praha) byl český stavební inženýr, profesor konzervatoře, dramaturg a režisér opery Národního divadla v Praze a estetik.

## Život
Narodil se jako syn venkovského řídícího ve vesničce Nížkov u Přibyslavi. Od malinka měl vřelý vztah k hudbě, hrál na klavír i varhany. Přesto splnil přání svého otce a vystudoval stavební inženýrství. V Praze pak měl i soukromou stavební praxi. Již při studiích na technice navštěvoval kromě zpěvu a klavíru přednášky z dějin hudby na Filosofické fakultě UK. Svou dráhu operního režiséra zahájil v roce 1920 ve Státním divadle v Brně a o rok později hostoval v Národním divadle v Praze. V roce 1926 pak nastoupil po praktické a důkladné teoretické průpravě jako operní režisér na plný úvazek. V červnu 1945 byl jmenován dramaturgem opery, v roce 1947 vrchním režisérem. V Národním divadle působil až do ledna 1950 a pak znovu v letech 1956 až 1959. V ND spolupracoval úzce s Otakarem Ostrčilem a podílel se umělecky na jeho cyklech Dvořákových, Fibichových a Foersterových oper.

## Činnost
V operní režii uplatňoval novátorské přístupy, ovlivněné jak technickým vzděláním, tak důkladnou znalostí filozofie, estetiky a náboženské liturgie. Jeho režie vzbudily takový ohlas, že se dokonce jeho inscenace Prodané nevěsty z roku 1923 stala předmětem jednání parlamentu. Za svoji éru režíroval téměř sto oper, což dovolovalo dramaturgickou pestrost od evropského baroka až po současné domácí i světové novinky.
Řadu inscenací nastudoval i v zahraničí (např. v Mnichově, Rize, Tallinnu, Bělehradě). Byl vyznamenán lotyšským a estonským řádem a stal se čestným členem divadla Estonia v Tallinnu.
Kromě režírování oper se věnoval také baletu, psal příspěvky do odborných časopisů a sborníků, vystupoval i v zahraničí. Významná byla i jeho činnost pedagogická. V roce 1921 začal vyučovat na Konzervatoři v Praze mimiku a operní režii, od roku 1946 pak na AMU, kde byl od roku 1946 pověřeným profesorem a v letech 1949 až 1959 řádným profesorem. Od roku 1950 byl vedoucím katedry operní režie a zpěvu. V letech 1959/1960 působil jako externí učitel operní režie a dramaturgie. Bez povšimnutí nezůstala ani jeho práce na překladech operních a písňových textů a rozhlasové režie.
V roce 1949 se podílel na vzniku „Katolické akce“, s jejíž pomocí chtěli komunisté ovládnout katolickou církev, a stal se jejím předsedou.
Jeho všestranný umělecký talent měl oporu i v rodině. Jeho manželka Marie Pujmanová (1893–1958) byla významnou spisovatelkou, básnířkou, literární a divadelní kritičkou. Také syn Petr Pujman (1929–1989) byl překladatel a spisovatel.

## Ocenění
- 1953 Řád práce
- 1958 titul zasloužilý umělec